# Victor Charbonnet
Victor-Marc Charbonnet (* 9. November 1861 in Les Eaux-Vives bei Genf; † 18. Mai 1924 in Cologny; heimatberechtigt in Genf) war ein Schweizer Ingenieur und freisinniger Politiker.

## Leben

### Familie
Victor Charbonnet war der Sohn des Unternehmers Jean Baptiste (genannt John) Charbonnet († 1914) und dessen Ehefrau Marie Isaline (geb. Durand).
Er war verheiratet mit Louise Anna, der Tochter des Unteroffiziers Abraham Louis Proh.

### Werdegang
Victor Charbonnet besuchte, nach Beendigung des Gymnasiums in Genf, von 1878 an, das Eidgenössische Polytechnikum (siehe ETH Zürich) in Zürich und erhielt am 18. März 1882 sein Diplom als Ingenieur.
Er war anschliessend erst als Vermessungstechniker beim Bau einer Eisenbahnlinie in Frankreich tätig, bevor er 1883 in einem Unternehmen in St. Dizier, das sich auf den Bau von Brücken spezialisiert hatte, arbeitete. 1885 kehrte er nach Genf zurück, erwarb das genferische Geometerpatent und war darauf im Büro seines Vaters tätig, das er 1898 übernahm und leitete.
Von 1915 bis zu seinem Tod war er als Gesundheitsdirektor im Dienst des öffentlichen Gesundheitswesens; gleichzeitig erfolgte seine Ernennung zum Bau- und Wohnungsinspektor.
In der Schweizer Armee wurde er bei der Genietruppe im Dezember 1882 zum Leutnant, 1889 zum Oberleutnant und 1897 zum Hauptmann befördert.
1918 trat er aus gesundheitlichen Gründen in den Ruhestand.

### Politisches und gesellschaftliches Wirken
Victor Charbonnet wurde 1890 als Radikaler in den Gemeinderat von Les Eaux-Vives gewählt und er war von 1896, als Nachfolger von Jules Mussard (1857–1935), bis 1903 stellvertretender Bürgermeister der Gemeinde.
Von 1901 bis 1903 war er Grossratsdeputierter und -sekretär sowie, als Nachfolger von Fritz Thiébaud (1842–1908), von 1903 bis 1915 Staatsrat; dort leitete er, als Nachfolger des Botanikers Henri Romieux (1857–1937), das Departement für öffentliche Arbeiten und Bauten sowie 1909 für einige Monate, das Departement für das Polizeiwesen, das von Albert Maunoir  geführt worden war. In seinem Zeitraum konnten die Pläne für den Wiederaufbau des Wahlgebäudes (Bâtiment électoral) und der Errichtung der Brücke Pont Butin im Kanton Genf verabschiedet werden. Er wurde 1904 durch den Staatsrat zu einem Mitglied in den Kreiseisenbahnrat I gewählt.
Der Staatsrat ernannte ihn 1906 zum Nachfolger des verstorbenen Alfred Vincent im Verwaltungsrat der Schweizerischen Bundesbahnen; er war auch Vertrauensmann des Bundesrates beim Rückkauf des Bahnhof Genève-Cornavin.
1912 wurde er in die Gotthardvertragskommission entsandt und im selben Jahr wurde er Mitglied des Direktionskomitees, das der Verwaltungsrat des Verbandes Pro Sempione (siehe Simplonstrecke) bestellte.
1904 wurde er zum Mitglied des Verwaltungsrats der Gesellschaft Genevois, die die gleichnamige Publikation herausgibt, gewählt.
Er setzte sich 1907 für das Gesetz Militärorganisation der schweizerischen Eidgenossenschaft (siehe Volksabstimmungen in der Schweiz 1907) ein.
1907 erfolgte seine Wahl zum Vizepräsidenten und im darauffolgenden Jahr zum Präsidenten des Staatsrats.
Er war vom 4. Dezember 1911 bis zum 6. Dezember 1914 Nationalrat und sprach sich für das Gotthardabkommen aus, in deren Vertragskommission er als Mitglied vertreten war. Weil er sich für das Abkommen aussprach, kam es im April 1913 zu einer Demonstration vor seiner Wohnung, in der sein Rücktritt als Staatsrat verlangt wurde. Einige Freunde von ihm, die hiergegen intervenierten, wurden daraufhin misshandelt. In einem Interview mit der Zeitung La tribune de Genève, bekräftigte er nochmals seine Zustimmung. Aufgrund seiner Haltung zum Gotthardvertrag verlor er 1914 bei der Wahl zum Nationalrat seinen dortigen Sitz.
1913 wurde er in den Verwaltungsrat der Berner Alpenbahngesellschaft gewählt und er gehörte im selben Jahr der Geschäftsprüfungskommission des Nationalrats an.
Er unterstützte 1913 einen Aufruf an das Schweizervolk, in dem um die Einrichtung eines besonderen Nationalfonds für die Militär-Luftfahrt geworben wurde.
1913 war er Vizepräsident der Kommission für die Revision des Fabrikgesetzes im Nationalrat und deren Berichterstatter.
Er trat 1915 als Staatsrat zurück.